# Palimbia defoliata
Palimbia defoliata là một loài thực vật có hoa trong họ Hoa tán. Loài này được Korovin mô tả khoa học đầu tiên.